# 1948 NBA Draft

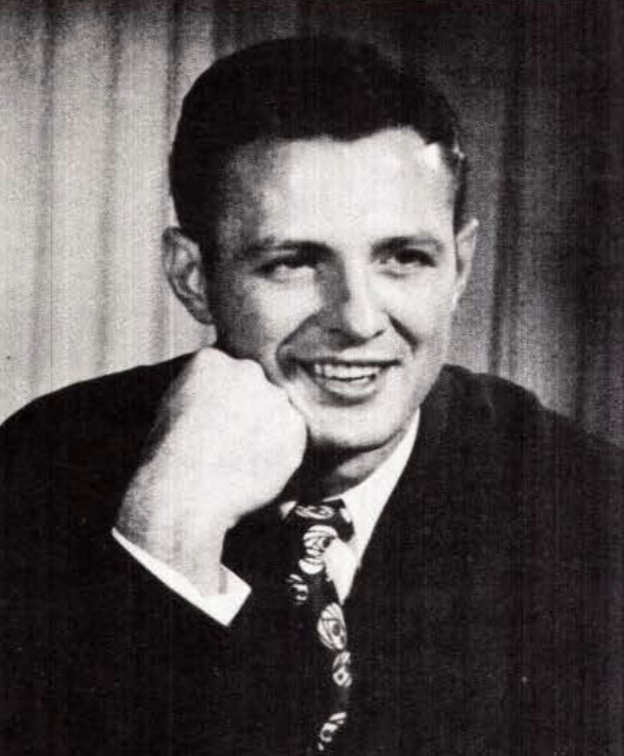
Amerykański koszykarz Andy Tonkovich

1948 NBA Draft – drugi w historii draft NBA (wtedy BAA) odbył się w 1948 r. Składał się z 10 rund. W drafcie wybranych zostało trzech późniejszych członków Basketball Hall of Fame – Dolph Schayes, Bobby Wanzer i Harry Gallatin.

## Legenda
Pogrubiona czcionka – wybór do All-NBA Team.
|  | - występ w NBA All-Star Game. |

Gwiazdka (*) – członkowie Basketball Hall of Fame.

## Runda pierwsza
| nr. | Zawodnik           | Drużyna NBA             | College          |
| --- | ------------------ | ----------------------- | ---------------- |
| 1   | Andy Tonkovich     | Providence Steamrollers | Marshall         |
| 2   | George Kok         | Indianapolis Jets       | Arkansas         |
| 3   | George Hauptfuhrer | Boston Celtics          | Harvard          |
| 4   | Dolph Schayes*     | New York Knicks         | NYU              |
| 5   | Ed Mikan           | Chicago Stags           | DePaul           |
| 6   | Walt Budko         | Baltimore Bullets       | Columbia         |
| 7   | Robert Gale        | St. Louis Bombers       | Cornell          |
| 8   | Ward Williams      | Fort Wayne Pistons      | Indiana          |
| 9   | Chuck Hanger       | Minneapolis Lakers      | California       |
| 10  | Bobby Wanzer*      | Rochester Royals        | Seton Hall       |
| 11  | Don Ray            | Philadelphia Warriors   | Western Kentucky |
| 12  | Jack Nichols       | Washington Capitols     | Washington       |

## Ważniejsi gracze wybrani w dalszych rundach
| nr. | Zawodnik        | Drużyna NBA             | College             |
| --- | --------------- | ----------------------- | ------------------- |
|     | Odie Spears     | Chicago Stags           | Western Kentucky    |
|     | Alex Hannum     | Indianapolis Jets       | Southern California |
|     | Harry Gallatin* | New York Knicks         | Truman State        |
|     | Jack Coleman    | Providence Steamrollers | Louisville          |
|     | Bill Gabor      | Rochester Royals        | Syracuse            |